# シーズウェア
シーズウェア (C's ware) は、株式会社姫屋ソフトのアダルトゲームブランド。主要作品に「EVE」シリーズや「禁断の血族」シリーズがある。
2003年以降ホームページが大幅縮小され、修正プログラムのダウンロードのみになった。それ以降はシーズウェア（姫屋ソフト）のJANコードでのソフト販売がなくなり、ホームページの更新も停止。EVEシリーズを販売し続けてきた株式会社ネットビレッジの決算報告書にて、2003年発売『EVE burst error PLUS』の販売不振が報告され、ネットビレッジのゲーム事業部が縮小。2017年（平成29年）2月8日に姫屋ソフトは東京地方裁判所から破産手続開始決定を受けた。
なお、2006年発売の『EVE new generation』は、開発元も販売元も同ブランドではない。

## C's ware 作品一覧
C's wareの主幹ブランド。大半はアダルトゲーム、一部R指定。
以下断りの無いものは基本的に18禁

### 禁断の血族
アドベンチャー（以下「ADV」）
シーズウェアの処女作、『禁断の血族』シリーズ第一作
PC-9801版：1993年11月12日発売
PC-9821/FM TOWNS版：1994年6月17日発売
Windows 95版：1995年11月22日発売
［シナリオ］野口ろうご（野口征恒）/［原画］やさまたしやみ/［音楽］メックリンガー（神奈江紀宏）/［プログラム］官能博士（剣乃ゆきひろ）

### 悦楽の学園
ADV、18禁
詳細は『悦楽の学園』を参照

### DESIRE
マルチサイトADV、全て18禁
詳細は『DESIRE (ゲーム)』を参照

#### DESIRE 背徳の螺旋
PC-9801版：1994年7月22日発売
PC-9821/FM TOWNS版：1994年11月25日発売
［シナリオ］剣乃ゆきひろ/［原画］やさまたしやみ/［音楽］梅本竜

#### DESIRE 完全版
Windows 95版（CD-ROM版）：1998年6月5日発売
Windows 98版（DVD-ROM版）：1999年7月16日発売
［シナリオ］剣乃ゆきひろ/［原画］田島直/［音楽］梅本竜

### XENON -夢幻の肢体-
ADV
PC-9801版：1994年12月9日発売
PC-9821/FM TOWNS版：1995年3月31日発売
Windows 95版：1997年11月14日発売
［シナリオ］剣乃ゆきひろ/［原画］やさまたしやみ、野口征恒/［音楽］梅本竜
詳細は『XENON -夢幻の肢体-』を参照

### エイミーと呼ばないでっ
ADV
PC-9801版：1995年5月19日発売
PC-9821/FM TOWNS版：1995年8月11日発売
Windows 95版：1996年12月20日発売
［シナリオ］野口征恒/［原画］野口征恒/［音楽］神奈江紀宏

### EVE burst error
マルチサイトADV
PC-9801UX以降：1995年11月22日発売（後に対応OSやメディアが異なるDVD-ROM版もリリース）
詳細は『EVE burst error』を参照。

#### EVE burst error
セガサターン：1995年11月22日発売、18歳以上推奨
Windows 95以降：1997年5月30日発売、R指定（後に対応OSやメディアが異なるDVD-ROM版、DLC版、海外版もリリース）
［シナリオ］不明（非公開）/［原画］スタジオ旗艦/［音楽］不明（非公開）

#### EVE burst error PLUS/EVE
PlayStation 2：2003年7月24日発売、CERO-C 15才以上
Windows 98以降：2003年11月28日発売、成人指定
［シナリオ］小熊秀男、宮本真吾/［原画］松本剛彦/［音楽］サウンドエイムス（道下桃）

### GLO・RI・A ～禁断の血族～
ADV
『禁断の血族』シリーズ第二作
PC-9801版：1996年4月5日発売
Windows 95版：1996年8月9日発売
［シナリオ］花田桂一/［原画］やさまたしやみ/［音楽］神奈江紀宏

### ラブィーニ
ADV
PC-9801版：1996年6月21日発売
［シナリオ］-/［原画］-/［音楽］-/［プログラム］益子英樹

### C's Break
ファンディスク（以下『FD』）
Windows 95版：1996年2月16日発売
［シナリオ］-/［原画］やさまたしやみ/［音楽］梅本竜

### 寿 KOTOBUKI
アクション
1997年4月4日発売
［シナリオ］-/［原画］やさまたしやみ、田島直、うちだまさたか、?/［音楽］京田貴之

### 愛が見え始めたら
1997年6月27日発売
［シナリオ］大和環/［原画］田島直/［音楽］-

### DIVI・DEAD
ADV
CD-ROM版：1998年1月23日発売
DVD-ROM版：1999年10月22日発売
［シナリオ］山形安久里/［原画］うちだまさたか/［音楽］尾形雅史

### luv wave
ADV
CD-ROM版：1998年7月31日発売、ピンバッジと主題歌シングルCDが付属
DVD-ROM版：1999年7月16日発売、付属品なし・キャラクター音声データなどを収録
［シナリオ］大和環/［原画］真咲かつみ/［音楽］尾形雅史（＆大和環?）
詳細は『luv wave』を参照

### THE LOST ONE　Last chapter of EVE
マルチサイトADV，　R指定，　『EVEシリーズ』第二作
CD-ROM版：1998年10月9日発売
DVD-ROM版：1999年7月16日発売
［シナリオ］山田桜丸/［原画］野口征恒/［音楽］尾形雅史

### Re-leaf
ヴィジュアルノベル（以下『VN』）
［シナリオ］山形安久里/［原画］CARNELIAN/［音楽］尾形雅史

#### Re-leaf（初回限定版）
CD-ROM，1998年12月18日発売
パッケージに初回限定版と記され、オフィシャルトレーディングカード5枚組が付属、フルピクチャーCD
少女に鬼がとりついて、少女の体を支配してしまう18禁アドベンチャーゲーム。プレイヤーはとりつく鬼になり、シーンの合間で身体を支配する人格を選択、ゲームは鬼の視点で進んで行く。全ての時間に体を支配することはできず、退く時間はヒロインの視点の話をリアルタイムで見ることができる。

#### Re-leaf PLUS
DVD-ROM，　1999年10月22日発売
ゲーム本編は『Re-leaf（初回限定版）』と同内容、BGMのMP3ファイルなど追加要素あり
トレーディングカードは付属しない

### Acid Ware
FD
1999年2月26日発売
［シナリオ］-/［原画］真咲かつみ、CARNELIAN、八宝備仁/［音楽］尾形雅史
『Re-leaf（初回限定版）』に付属したトレーディングカード全種絵柄をデータとして収録

### 散櫻 ～禁断の血族～
マルチサイトADV、『禁断の血族』シリーズ第三作
1999年1月29日発売
［シナリオ］伽遠蒔絵/［原画］うちだまさたか/［音楽］尾形雅史

### LOVE PRODUCER
1999年3月5日発売
［シナリオ］-/［原画］-/［音楽］-

### ADAM THE DOUBLE FACTOR
マルチサイトADV、18禁、『EVEシリーズ』第三作
CD-ROM版：1999年6月18日発売
DVD-ROM版：1999年6月18日発売
［シナリオ］廣野健一/［原画］Fiorano399/［音楽］尾形雅史

### かぜおと、ちりん
ADV
1999年9月10日発売
［シナリオ］伽遠蒔絵/［原画］うちだまさたか/［音楽］尾形雅史

### angel snow
FD
1999年12月17日発売
［シナリオ］-/［原画］CARNELIAN、他/［音楽］-

### VIST
ADV
CD-ROM版（音声無）：1999年12月3日発売
DVD-ROM版（音声有）：2000年2月4日発売
［シナリオ］榊了/［原画］八宝備仁/［音楽］尾形雅史

### 將姫
脱衣麻雀
2000年4月21日発売
［シナリオ］大和環/［原画］CARNELIAN/［音楽］尾形雅史

### EVE ZERO ark of the matter
マルチサイトADV、R指定、『EVEシリーズ』第四作
CD-ROM版・DVD-ROM版：2000年6月23日発売
［シナリオ］大和環（まりな編）、ヘンリー・チナスキー・澁澤（小次郎編）/［原画］CARNELIAN/［音楽］-

### 学園お嬢様奇譚
ADV
CD-ROM版・DVD-ROM版：2000年8月25日発売
［シナリオ］MILLION-FACE/［原画］森田和明/［音楽］-

### HEART&BLADE
ADV
2000年9月22日発売
［シナリオ］小畠卓哉/［原画］星野きっく/［音楽］エイムス株式会社

### Parallel Harmony
ADV
［シナリオ］伽遠蒔絵/［原画］ことみようじ/［音楽］森康成

#### Parallel Harmony 月曜の扉は水曜の向こうに
2000年11月24日発売

#### Parallel Harmony+ さらば ぱられるはぁもに〜 愛の戦士たち…？
2002年3月15日発売
ゲーム本編は『Parallel Harmony 月曜の扉は水曜の向こうに』と同内容、ドラマ兼サントラCDが付属、箱はトールケース

### 蜜柑
ADV
2001年11月22日発売
［シナリオ］伽遠蒔絵、朱門優、小熊秀男/［原画］葱/［音楽］エイムス株式会社
関連項目：『蜜柑』

### EVE The Fatal Attraction
マルチサイトADV、R指定、『EVEシリーズ』第五作
2001年12月14日発売
『ADAM THE DOUBLE FACTOR』(1999年)の大幅な加筆・修正版であり、同作と共通部分が存在
［シナリオ］大和環/［原画］Fiorano399/［音楽］エイムス株式会社

### 黒と黒と黒の祭壇～蟲毒～
ADV
2002年5月24日発売
［シナリオ］朱門優/［原画］山本京助/［音楽］エイムス株式会社

### 地っ球の平和をま〜もるためっ！ (Vol.1～Vol.4)
ADV、全4巻
*Vol.1：2003年3月2日発売
*Vol.2：2003年4月25日発売
*Vol.3：2003年6月27日発売
*Vol.4：2003年10月10日発売
［シナリオ］伽遠蒔絵/［原画］ことみようじ/［音楽］エイムス株式会社

## C's ware Britz 作品一覧
C's wareブランドのスタッフは製作に殆んど参加していない。

### メイド物語
1997年4月18日発売
［シナリオ］-/［原画］-/［音楽］-

### CD Girls 歌姫達の恋物語
1997年9月26日発売
［シナリオ］-/［原画］-/［音楽］-

### Fugue ～きみとぼくのうた～
2000年4月28日発売
［シナリオ］高木大輔/［原画］平野彰一/［音楽］Mar's Lab.

### 偲 -月影の迷宮-
2000年7月14日発売
［シナリオ］-/［原画］ことみようじ/［音楽］-

## C's ware Cute 作品一覧
C's wareの通販専門ブランド。

### りばーしぶる ひみつ日記
2000年11月15日発売
［シナリオ］東亜病夫/［原画］二代目イサオ（黒木雅弘） ［音楽］ -

### C-bonbon
FD
2001年5月31日発売
［シナリオ］-/［原画］-/［音楽］-

## バグのあるゲームの代表例
次のゲームは、シーズウェア公式サイトにて修正プログラムをダウンロード後、実行すると修正される。
- 『DESIRE 完全版』のCD-ROM版は、初期設定が音楽が鳴らない設定（ミュート）となっている。
- 『luv wave』CD-ROM版と『Re-leaf（初回限定版）』は、ゲームを進めるのに支障をきたす深刻なバグがいくつか存在する。